# Kongens Lyng
Das Fauna-Flora-Habitat-Gebiet Kongens Lyng (deutsch: Königsheide) liegt auf dem Gebiet der Stadt Jægerspris nahe der Ortschaft Skoven im Norden der dänischen Insel Seeland. Das etwa 2 Hektar große Schutzgebiet umfasst einen nährstoffarmen, dystrophen See, der teilweise mit Schwingrasen überwachsen ist. Das Gebiet beherbergt eine regional bedeutende Population des Weißen Schnabelrieds (Rhynchospora alba).
Kongens Lyng ist das kleinste der dänischen FFH-Gebiete und liegt eingebettet im Vogelschutzgebiet Jægerspris Nordskov.

## Schutzzweck
Folgende Lebensraumtypen nach Anhang I der FFH-Richtlinie sind für das Gebiet gemeldet:
| EU Code | * | Lebensraumtyp (offizielle Bezeichnung) | Fläche [ha] |
| ------- | - | -------------------------------------- | ----------- |
| 3160    |   | Dystrophe Seen und Teiche              | 0,4         |
| 7140    |   | Übergangs- und Schwingrasenmoore       | 0,6         |
| 7150    |   | Torfmoor-Schlenken (Rhynchosporion)    |             |
| 91D0    | * | Moorwälder                             | 0,5         |